# Anthanassa ardys
Anthanassa ardys är en fjärilsart som beskrevs av William Chapman Hewitson 1864. Anthanassa ardys ingår i släktet Anthanassa och familjen praktfjärilar. Inga underarter finns listade i Catalogue of Life.

## Bildgalleri

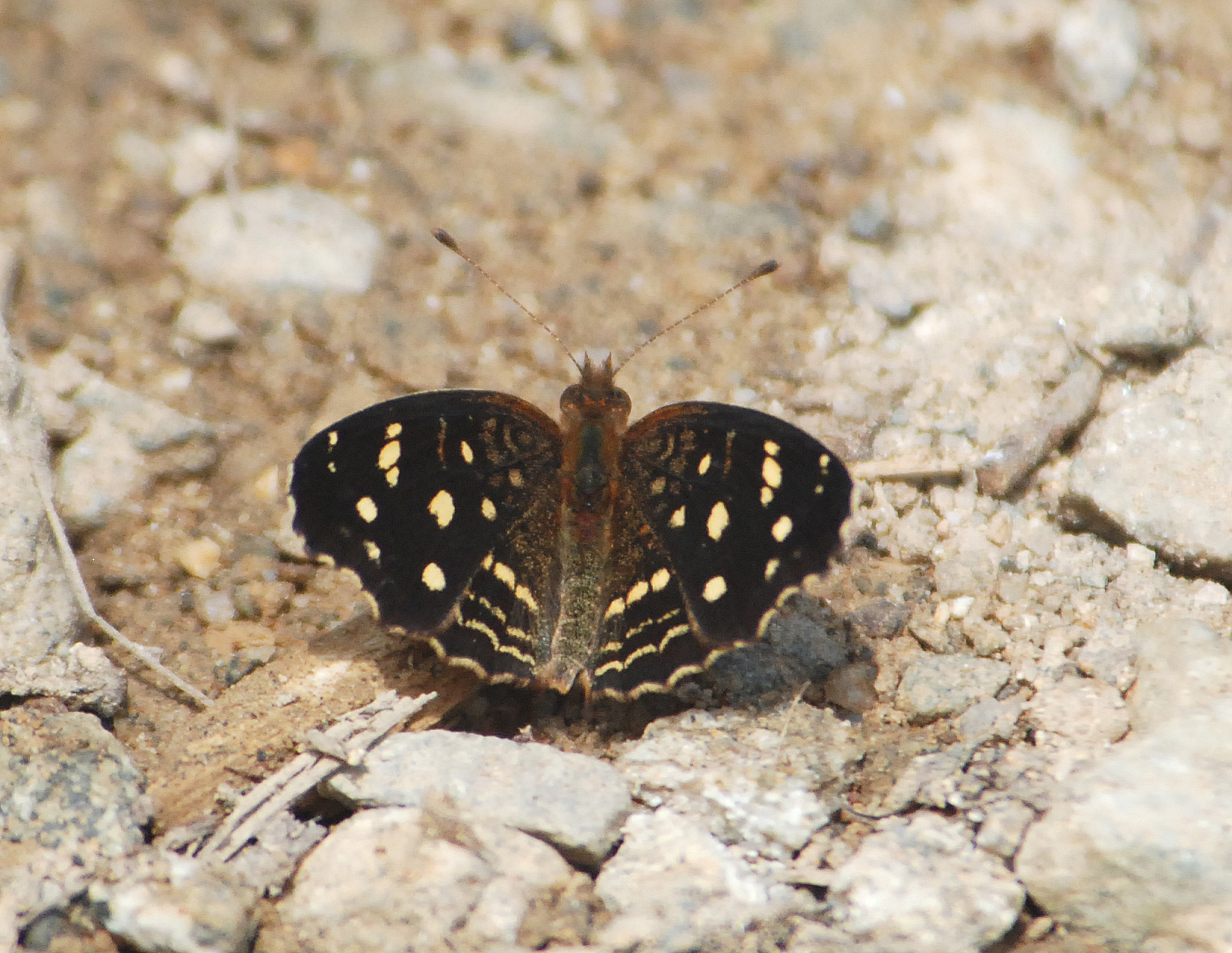
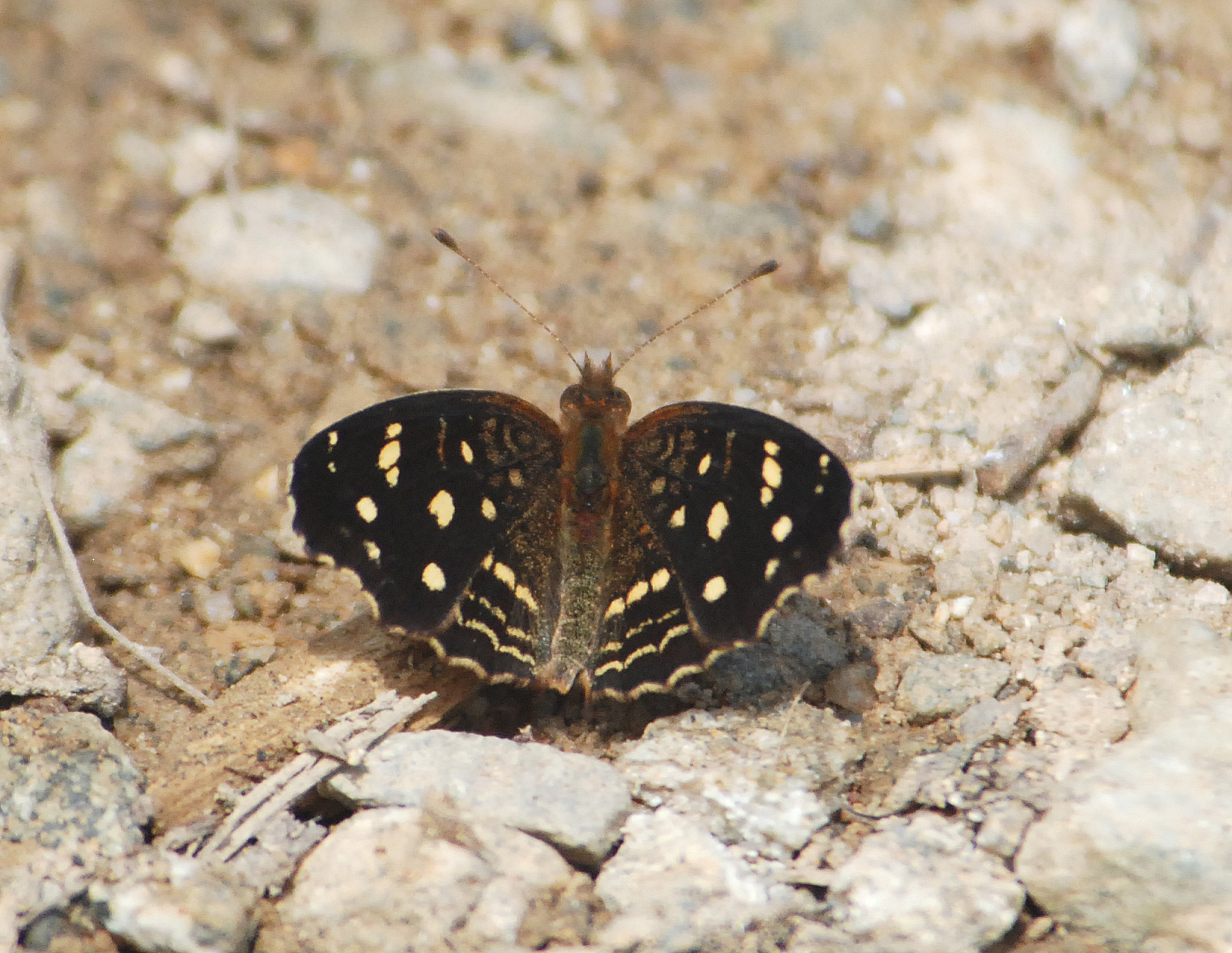